# Alexander de Bruijn
Alexander de Bruijn (Den Haag, 25 december 1984) is een Nederlands (stem)acteur, toneelspeler, regisseur en schrijver.

## Leven en werk
De Bruijn studeerde in 2007 af aan de Toneelacademie Maastricht als regisseur. Hij heeft voor een aantal festivals en gezelschappen voorstellingen gemaakt, zoals voor De Parade, Tafel van Vijf, Bellevue en Theater K in der Bastei in Aken. Ook maakt en speelt hij solovoorstellingen.  
In 2013 regisseerde hij de grote locatievoorstelling Elize in de Hollandsche Manege met in de hoofdrollen Roos van Erkel, Xander van Vledder en Jim Deddes.
Hij speelde kleine gast- en bijrollen in series als Dokter Deen, Familie Kruys en A'dam - E.V.A.. Verder acteerde hij in de speelfilm Bobby en de geestenjagers.
Als scenarist maakte hij voor NTR Kort! Lockbuster. Ook schreef hij afleveringen van De Meisjes van Thijs, Bluf voor RTL 5 en Op weg naar pakjesavond: Sint vermist voor Nickelodeon. Deze serie won de publiekprijs op het Cinekid festival.
Als stemacteur sprak De Bruijn de stem in van Nick Wilde in de Nederlandse versie van Disney's Zootropolis uit 2016, deze rol sprak hij ook in voor de animatieserie Zootropolis+ op Disney+ uit 2022. Ook is hij de stem van Captain Man in Henry Danger en Danger Force, Dudley Puppy in T.U.F.F. Puppy, Willie Wortel in DuckTales (televisieserie uit 2017), Hugh Test in Johnny Test, Mugman in de Nederlandse versie van de Netflix serie The Cuphead Show en Dakota in Milo Murphy's Wet. In Cars 3 is hij Jackson Storm, overige stemmen in Vaiana, en in Scoob! is hij Blue Falcon. In 2019 sprak hij een stem in de film Sune's keuze. Hij vertolkte ook de Nederlandse stem van Dr. Randall Mindy (Leonardo DiCaprio) in de Netflix-film Don't Look Up, zowel als The Deep in de Amazon Prime televisieserie The Boys (2019-heden).

### Spel
- Professor Layton vs. Phoenix Wright: Ace Attorney (2014), als Phoenix Wright

## Regie e.a.
- 2011 1900/Novecento  Solovoorstelling
- 2012 De Grote AlladinDinnershow, NOW Productions
- 2013 Elize in de Hollandsche Manege.[4][5] NOW Productions
- 2014 1900/Novecento  Solovoorstelling
- 2015 Kallisto, TG Witte Raaf, De Parade (theaterfestival)
- 2016 Ilias, Solovoorstelling, Amsterdam Fringe, Theater Bellevue, Amsterdam.[1]
- 2018 De Bubbel, Theater Flint (theater)
- 2019 Broeders - De Val van Den Bosch. Theatersolo door Alexander de Bruijn in Zwanenbroedershuis, Den Bosch. .[9]
- 2019 Rembrandt door Tafel van Vijf.[2]